# باول رودجرز
باول رودجرز (بالإنجليزية: Paul Rodgers)‏ هو لاعب كرة قدم بريطاني في مركز ظهير ‏، ولد في 6 أكتوبر 1989 في إدمونتون ‏ في المملكة المتحدة. شارك مع منتخب إنجلترا تحت 16 سنة لكرة القدم ومنتخب إنجلترا تحت 17 سنة لكرة القدم. أما مع النوادي، فقد لعب مع سانت نيوتس تاون ونادي أرسنال ونادي بروملي ونادي فارنبوروه ونورثامبتون تاون ونيوبورت كونتي.

## وصلات خارجية
- باول رودجرز على موقع قاعدة بيانات كرة القدم.إي يو (الإنجليزية)
- باول رودجرز على موقع Soccerbase.com (لاعب) (الإنجليزية)